# Zuzana Brzobohatá
Zuzana Brzobohatá (* 11. července 1962 Brno) je česká politička SOCDEM, v letech 2009-2014 poslankyně Evropského parlamentu, předtím poslankyně Poslanecké sněmovny Parlamentu České republiky.

## Profesní a politická kariéra
V roce 1985 absolvovala Fakultu elektrotechniky Vysokého učení technického v Brně (obor počítače) a na Fakultě strojního inženýrství této školy pak ještě v roce 1996 dokončila postgraduální studium (obor počítačové sítě) a roku 1999 obor učitelství odborných předmětů na Fakultě stavební Vysokého učení technického. V letech 1985-1990 pracovala jako projektantka a programátorka v oblasti řízení dopravy. V letech 1990-1995 byla informatičkou na Městském úřadě Tišnov a pak v období let 1995-2000 pracovala jako učitelka výpočetní techniky na střední škole a odborném učilišti. Od roku 1990 se angažovala v Hnutí Brontosaurus.
V roce 1998 vstoupila do České strany sociálně demokratické (od roku 2023 Sociální demokracie). V ČSSD postupně zastávala posty předsedkyně místní organizace, okresní kontrolní komise, členky krajského výkonného výboru a členky komise pro stanovy a týmu pro komunální politiku. Mezi roky 2000-2002 působila jako krajská tajemnice ČSSD v Jihomoravském kraji a v letech 2002-2006 zastávala post ředitelky kabinetu ministra financí. V roce 2003 se stala členkou Ústředního výkonného výboru ČSSD a v letech 2005-2009 byla i členkou předsednictva ČSSD a místopředsedkyní krajského výkonného výboru ČSSD.
V komunálních volbách v roce 1998 neúspěšně kandidovala do zastupitelstva města Tišnov ze ČSSD. Zvolena sem byla v komunálních volbách v roce 2002 a v roce 2006. Profesně se k roku 1998 uváděla jako učitelka, následně k roku 2002 coby elektroinženýrka, v roce 2006 jako státní úřednice. V letech 1998-2002 byla členkou finančního výboru zastupitelstva, ve funkčním období 2002-2006 pak působila jako předsedkyně finančního výboru města a v letech 2006-2008 jako místostarostka Tišnova. Poté v letech 2009-2010 zastávala post předsedkyně výboru pro komunitní plánování sociálních služeb. V krajských volbách v roce 2008 byla zvolena do Zastupitelstva Jihomoravského kraje za ČSSD.
Ve volbách do Poslanecké sněmovny v roce 2006 kandidovala do Poslanecké sněmovny za ČSSD (volební obvod Jihomoravský kraj). Nebyla zvolena, ale do sněmovny usedla dodatečně v listopadu 2008 jako náhradnice poté, co na mandát rezignoval Miloslav Kala (jmenován viceprezidentem NKÚ). Angažovala se ve Výboru pro sociální politiku. Ve sněmovně setrvala jen necelý rok, do července 2009, kdy rezignovala na mandát.

### Volby do Evropského parlamentu v roce 2009 a 2014
Ve volbách do Evropského parlamentu v roce 2009 byla zvolena do Evropského parlamentu za ČSSD. V europarlamentu působila v Rozpočtovém výboru. Byla členkou frakce Pokrokové spojenectví socialistů a demokratů. Ve volbách do Evropského parlamentu v roce 2014 kandidovala za ČSSD na 7. místě její kandidátky, ale neuspěla (stala se pouze v pořadí třetí náhradnicí).

### Hodnocení europoslankyně
Z vydané zprávy think tanku Evropské hodnoty, která se vztahovala na období před volbami do Evropského parlamentu v roce 2014, vyplývá:[11]
1. Docházka - obsadila 4. místo z celkových 22 českých europoslanců,
2. Účast na jmenovitých hlasování českých europoslanců - obsadila 5. místo z celkových 22 českých europoslanců,
3. Zprávy předložené zpravodajem českými europoslanci - obsadila 16.-22. místo z celkových 22 českých europoslanců,
4. Stanoviska předložená českými europoslanci - obsadila 16.-22. místo z celkových 22 českých europoslanců,
5. Pozměňovací návrhy českých europoslanců - obsadila 18.-19. místo z celkových 22 českých europoslanců,
6. Parlamentní otázky českých europoslanců - obsadila 21.-22. místo z celkových 22 českých europoslanců,
7. Písemná prohlášení českých europoslanců - obsadila 6.-22. místo z celkových 22 českých europoslanců,
8. Návrhy usnesení českých europoslanců - obsadila 16.-17. místo z celkových 22 českých europoslanců,
9. Vystoupení na plenárním zasedání českých europoslanců - obsadila 7. místo z celkových 22 českých europoslanců.

### Volby do zastupitelstev obcí 2014 a 2018
V komunálních volbách v roce 2014 byla za ČSSD zvolena zastupitelkou města Tišnova (z původně čtvrtého místa na kandidátce se posunula díky preferenčním hlasům na 3. místo, strana získala ve městě právě tři mandáty). V komunálních volbách v roce 2018 mandát zastupitelky města obhajovala jako lídryně kandidátky ČSSD, ale neuspěla (strana získala jen jeden mandát a vlivem preferenčních hlasů ji přeskočila jiná kandidátka).

### Volby do Evropského parlamentu v letech 2019 a 2024
Ve volbách do Evropského parlamentu v květnu 2019 kandidovala na 4. místě kandidátky ČSSD, ale nebyla zvolena.
Ve volbách do Evropského parlamentu v červnu 2024 kandidovala za SOCDEM na 8. místě její kandidátky. Strana však získala pouze 1,86 % hlasů a zvolena tak nebyla.

## Osobní život
Je rozvedená a má jednu dceru.